# هیوندای بایون
هیوندای بایون یک خودروی کراس‌اوور پنج در است که توسط هیوندای تولید شده‌است. این خودرو در مارس ۲۰۲۱ میلادی رونمایی شد و کوچکترین کراس اوور هیوندای در خط تولید اروپا است. چون این خودرو برای بازار اروپا طراحی شده‌است نام بایون را برایش نهادند. بایون اشاره به شهر بایون فرانسه دارد. بایون بر اساس پلتفرم نسل سوم هیوندای آی۲۰ طراحی شده‌است.

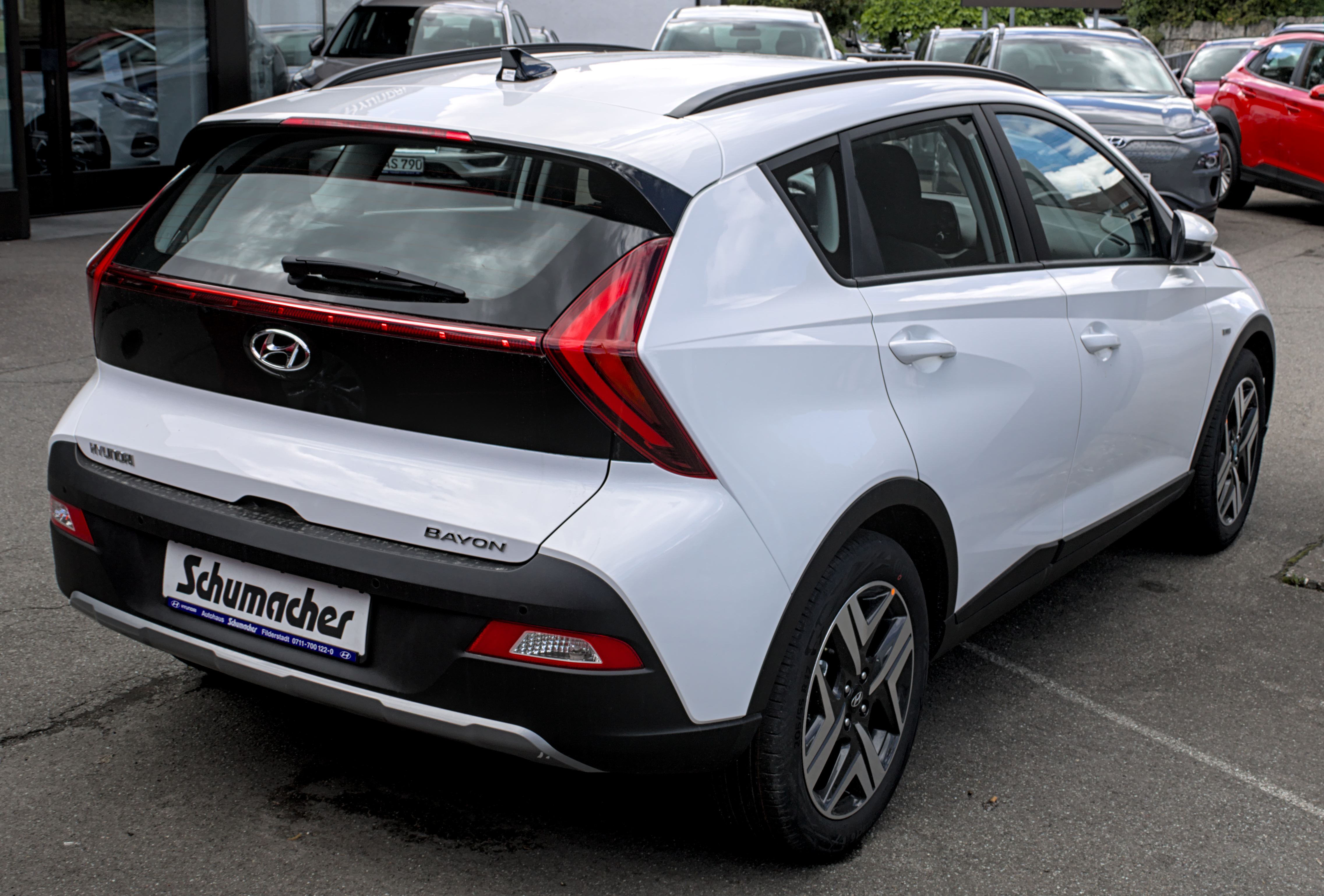
نمای عقب هیوندای بایون